# Куляко, Георгий Петрович
Георгий Петрович Куляко (17 апреля 1903 года, м. Родня, Могилёвская губерния, Российская империя — 15 октября 1991 года, Москва, СССР) — советский военачальник, генерал-майор (11.07.1945).

## Биография
Родился 29 марта 1909 года в местечке Родня (ныне Климовичский район, Могилёвская область, Белоруссия). Русский.

### Военная служба

#### Межвоенные годы
16 сентября 1925 года добровольно поступил в Объединенную военную школу им. ЦИК Белорусской ССР в городе Минск. После окончания в августе 1928 года назначен во 2-й стрелковый полк Московской Пролетарской стрелковой дивизии МВО, где проходил службу командиром взвода и роты, взвода учебного батальона, помощником начальника штаба полка. Член ВКП(б) с 1928 года. С октября 1933 года по июль 1934 года находился на разведывательных курсах при IV управлении Штаба РККА. После их окончания направлен в 21-ю Пермскую Краснознаменную стрелковую дивизию ОКДВА, где служил в штабе помощником начальника 2-го отделения и врид начальника 2-й части. С августа 1937 года по февраль 1938 года временно командовал разведывательным батальоном дивизии, затем вновь исполнял должность начальника 2-й части. С 15 июня 1938 года капитан Куляко занимал должность старшего помощника начальника 2-го отделения 5-го отдела, а с августа — начальника этого отдела штаба Дальневосточного фронта. В сентябре 1938 года зачислен слушателем Военной академии РККА им. М. В. Фрунзе. В начале февраля 1940 года он был временно откомандирован на Северо-Западный фронт начальником информационного отделения оперативного отдела штаба 13-й армии. Участвовал с ней в Советско-финляндской войне 1939—1940 гг. Указом ПВС СССР от 8 апреля 1940 года за боевые отличия награждён орденом Красной Звезды. После окончания боевых действий с апреля 1940 года продолжил учёбу в академии.

#### Великая Отечественная война
В начале войны подполковник Куляко окончил академию 22 июля 1941 года и убыл в распоряжение 30-й армии Западного фронта на должность старшего помощника начальника оперативного отдела. В её составе участвовал в Смоленском сражении. В конце июля — августе 1941 года войска армии вели наступательные бои из района юго-западнее города Белый на Духовщину, наносили удары во фланг 9-й немецкой армии. В сентябре — октябре они вели оборонительные бои юго-западнее города Белый, затем на ржевском направлении. С 17 октября 1941 года армия входила в состав Калининского фронта и участвовала в Калининской оборонительной операции. С 28 октября подполковник Куляко исполнял должность старшего помощника начальника оперативного отдела штаба Калининского фронта. В этой должности участвовал в битве под Москвой, в Калининских оборонительной и наступательной операциях. В январе 1942 года назначен начальником штаба 375-й стрелковой дивизии, которая в составе 31-й, затем 30-й армий участвовала в Ржевско-Вяземской и Сычёвско-Вяземской наступательных операциях. С марта командовал 65-м гвардейским стрелковым полком 22-й гвардейской стрелковой дивизии, с мая исполнял должность начальника штаба этой дивизии. Дивизия входила в состав 53-й армии Северо-Западного фронта и вела бои против войск 16-й немецкой армии, удерживавшей демянский плацдарм.
В декабре 1942 года полковник Куляко был назначен начальником оперативного отделения, он же заместитель начальника оперативного отдела штаба 2-й гвардейской армии. Её войска в составе Южного фронта вели наступление на ростовском направлении вплоть до реки Миус. Однако в том же месяце полковник Куляко был снят с должности и назначен начальником оперативного отделения штаба 87-й гвардейской стрелковой дивизии. С сентября 1943 года исполнял должность начальника штаба дивизии, которая в это время в составе 13-го гвардейского стрелкового корпуса 2-й гвардейской армии Южного (с 20 октября — 4-го Украинского) фронта участвовала в Донбасской наступательной операции. За боевые отличия при освобождении Донбасса полковник Куляко был награждён орденом Александра Невского. В октябре — декабре 1943 года временно командовал этой дивизией, затем вновь исполнял должность её начальника штаба. В ходе Мелитопольской наступательной операции части дивизии прорвали оборону противника на реке Молочная и, преследуя отходящего противника, вышли к реке Днепр. В последующем она во взаимодействии с другими соединениями армии участвовала в разгроме группировки противника в районе озера Вчерашнее, хут. Саги. В начале апреля 1944 года дивизия приняла боевой участок на рубеже Крымского перешейка. В ходе начавшейся Крымской наступательной операции с 8 апреля она перешла в наступление, с боями овладела ишуньскими позициями, форсировала реку Чатырлык и 13 апреля заняла порт Ак-Мечеть и пристань Караджа.
В конце апреля 1944 года полковник Куляко был назначен командиром 87-й стрелковой Перекопской дивизии, входившей в состав 55-го стрелкового корпуса этой же 2-й гвардейской армии, и участвовал с ней в боях за Севастополь. За успешное выполнение заданий командования в боях при освобождении г. Севастополь дивизия была награждена орденом Красного Знамени (24.5.1944), этим же орденом был награждён и командир дивизии полковник Куляко. По завершении боев в Крыму 87-я стрелковая Перекопская Краснознаменная дивизия в составе 51-й армии была переброшена на 1-й Прибалтийский фронт и участвовала в Белорусской, Шяуляйской, Прибалтийской, Рижской и Мемельской наступательных операциях. В сентябре 1944 года её части вели тяжелые оборонительные бои, отражая контрнаступление немецкой группировки на шяуляйском направлении. Приказом по войскам 1-го Прибалтийского фронта от 26 сентября 1944 командир дивизии полковник Куляко за эти бои был награждён орденом Красного Знамени. В дальнейшем её части вели наступательные бои по освобождению Литвы и Латвии. 21 февраля 1945 года дивизия заняла оборону в районе Прекуле, где находилась до конца войны.
За время войны комдив Куляко был один раз упомянут в благодарственных в приказах Верховного Главнокомандующего.

#### Послевоенное время
После войны продолжал командовать 87-й стрелковой Перекопской Краснознаменной дивизией, с июля 1946 года исполнял должность командира 12-й отдельной стрелковой Перекопской Краснознаменной бригады в УрВО. В сентябре переведен на преподавательскую работу в Военную академию им. М. В. Фрунзе. Здесь он прослужил более 13 лет в должностях старшего преподавателя кафедры общей тактики и тактического руководителя учебной группы основного факультета, старшего тактического руководителя кафедры общей тактики и кафедры тактики высших соединений, начальника курса основного факультета, старшего преподавателя кафедры оперативно-тактической подготовки. 1 октября 1959 года гвардии генерал-майор Куляко уволен в отставку по болезни.

## Награды
- орден Ленина (28.10.1950)[5][6]
- четыре ордена Красного Знамени (06.05.1944[7], 26.09.1944[8], 06.11.1945[6], 30.12.1956[6])
- орден Александра Невского (29.10.1943)[9]
- орден Отечественной войны I степени (06.04.1985)[10]
- орден Отечественной войны II степени (07.05.1943)[11]
- два ордена Красной Звезды (08.04.1940[6], 03.11.1944[12][6])
  - медали в том числе:
  - «За оборону Сталинграда» (05.12.1943)[13]
  - «За победу над Германией в Великой Отечественной войне 1941—1945 гг.» (1945)
  - «Ветеран Вооружённых Сил СССР» (1976)
- знак «50 лет пребывания в КПСС»

Приказы (благодарности) Верховного Главнокомандующего в которых отмечен П. В. Черноус.
- За овладение городом Шяуляй (Шавли) — крупным узлом коммуникаций, связывающих Прибалтику с Восточной Пруссией. 27 июля 1944 года № 155.